# 車両長
車両長（しゃりょうちょう）
- 鉄道の車両基地などで鉄道車両の点検・検修などを行う車両係員の長。鉄道係員職制（1987年〈昭和62年〉運輸省令第13号）では「車両に関する業務を掌理し、他の車両係員を監督する」と定められている。
- 車両の全長。一般的には車両前後端の連結面間隔のことを指す。日本の鉄道車両では一般的には20mが多い。本項で詳述。

## 鉄道車両の車両長
車体幅が同じ場合、車両長が長いほど、一両当たりの輸送人数が多い。プラットホームや列車行き違い設備等の規模は、発着できる列車の長さに影響を与えるため、使用される車両の長さはそれを決定する重要な要素であり、その鉄道路線の輸送力の目安になる。ヤード集結方式の貨物列車では、連結される貨車の長さがまちまちであるため、かつて日本で運転されていた際には車両の重量による換算両数の他に車両長による換算両数が設定されており、路線の設備に応じて列車長の調節がなされていた。
また、「車体長」とは別の概念であり、車体長が同じであっても線路条件等の要因により連結面間距離（連結器の張り出し長さ）が異なることも多く全長が異なることがあり、逆に全長（「車両長」）が同じであっても車体長が異なることがある。
一般的に全長19m以上の車両は大型車と呼ばれ、都市部の大量輸送に適しているため多くの路線に採用されている。その一方で、全長18m級以下の中・小型車は、軸重制限が厳しく急カーブの多い低規格の路線での運用に適している。こうした路線では、大型車だと急カーブでオーバーハング部や台車間の車体が建築限界をはみ出し、プラットホームなど周囲の工作物に接触するおそれがある。路盤も大型車の軸重に耐えられない場合がある。
このため、低規格路線を持つ地方私鉄（中小私鉄）での中・小型車採用例（特に、近年は地下鉄用中・小型車の譲渡）が多い。大手私鉄路線では路面電車をルーツとする京阪京津線では16m級の小型車が採用されているほか、南海高野線（南海本線級21m車とズームカー17m車の併用）、準大手私鉄の神戸電鉄等、急カーブ急勾配の多い路線で17 - 18m級の中型車が採用されている。また、京成電鉄や京浜急行電鉄なども18m級の中型車規格を基本としている。
地下鉄の場合も、トンネル断面が狭いため建築限界が小さいことが多い。さらに道路下に建設される場合が多いため急カーブが多くなる。このため、小型車を採用する路線が多かった。東京メトロでは最も古い銀座線が小型車規格、丸ノ内線が中型車規格で運行されている。最近でも、小断面のトンネルが使用されるミニ地下鉄では小型車が目立つ。一方で、他の鉄道との直通運転を考慮した路線では、大型車が入線できるよう建築限界を大きめにとってあり、このため、20m前後の大型通勤車が採用される例が多い。
ヨーロッパ、アメリカ合衆国や中華人民共和国、大韓民国の標準軌幹線では、通勤車・長距離旅客列車ともに25 - 26.5m程度の車両が多くみられる。かつてヨーロッパのオリエント急行で運用の客車の台車を交換して日本国内で走行させた例があるが、これは対象車両の車体長が20 - 22m程度であったために、車体側のごく一部の改造のみで実現したものである。
フル規格新幹線では、車体サイズを、旧満鉄等（および、その元となったペンシルバニア鉄道）の規格に拡大したため、25m車が大半を占める。

### 車両長一覧
- 27.5m
  - ドイツ鉄道の急行用食堂車（WRmh132形など）
- 26.5m
  - UIC-X規格、UIC-Z規格で製造された欧州の車両
  - 旧西欧圏で国際列車に使用可能な客車（UIC-Y規格やUIC505規格で製造されたものを除く）
  - ドイツ鉄道の主な客車（旧東ドイツ国鉄所属車両を除く）
- 25m
  - ミニ新幹線電車を除く新幹線電車
  - UIC-Y規格やUIC505規格（最新のUIC規格）を満たす欧州の車両（ICE3など）
  - フランス国鉄の中・長距離用主力客車（Corail形やUSI形）
  - スイス連邦鉄道の急行用主力客車（IC2000形やEW-IV形）
- 22m
  - 香港MTR（旧KCR車を除く）
- 21.3m（車体長20.8m）
  - 日本国有鉄道（国鉄）・JRの電車、気動車、客車の一部
  - 水島臨海鉄道MRT300形気動車
- 21m（車体長20m）
  - 南海電気鉄道（ズームカーを除く。厳密には20.7 - 20.8m程度）
  - 泉北高速鉄道（厳密には20.7 - 20.8m程度）
  - 近畿日本鉄道（けいはんな線を除く。厳密には20.5m - 20.8m程度）
- 20.5m（車体長20m）
  - 国鉄の特急型電車（中間車）
  - 東日本旅客鉄道（JR東日本）の近郊型電車・一般型電車の2階建グリーン車
  - 京都市営地下鉄烏丸線
  - 京王電鉄（5000系〈2代〉先頭車）
- 20m（車体長19.5m・19.2m）
  - 主に昭和時代に製造された、国鉄の電車、気動車、客車の一部。
  - 仙台市地下鉄南北線
  - 首都圏新都市鉄道つくばエクスプレス
  - 京王電鉄（5000系〈2代〉先頭車を除く）
  - 東急電鉄（池上線・東急多摩川線・世田谷線を除く）
  - 小田急電鉄
  - 東武鉄道（20000系以前の東京メトロ日比谷線直通車を除く）
  - 西武鉄道
  - 相模鉄道
  - 名古屋鉄道（地下鉄直通車、1200系豊橋方先頭車）
  - 東京地下鉄（東京メトロ）日比谷線（13000系以降）・東西線・千代田線・有楽町線・半蔵門線・南北線・副都心線
  - 東京都交通局（都営地下鉄）三田線・新宿線
  - 名古屋市交通局（名古屋市営地下鉄）鶴舞線・桜通線・上飯田線
  - 福岡市交通局（福岡市地下鉄）空港線・箱崎線
  - 日本貨物鉄道（JR貨物）の主力コンテナ車（コキ100系列、コキ50000形）概ね全長20.4m,車体長19.6m
- 19.5m（車体長19m）
  - 京成電鉄スカイライナー（先頭車）
  - 名古屋鉄道（1200系豊橋方先頭車を除く特急車両の特別車）
  - 西日本鉄道
- 19m
  - 京成電鉄スカイライナー（先頭車以外）
  - 名古屋鉄道（本線系の通勤車、特急車の一般車、瀬戸線)
  - 阪急電鉄[1]
  - 阪神電気鉄道
  - 近鉄けいはんな線
  - 大阪市高速電気軌道（Osaka Metro）御堂筋線・谷町線・四つ橋線・中央線・千日前線・堺筋線
  - 神戸市営地下鉄西神・山手線 ただし、阪急，阪神や山陽等よりも連結面間を狭く設定しており、結果として車体寸法はこれらよりも長い。→阪神・阪急・山陽＝連結面間700mm(350mm×2),神戸市交通局500mm(250mm×2;JRと同じ)
  - 山陽電気鉄道
  - 北大阪急行電鉄 神戸市営地下鉄と基本寸法は同じ
  - 能勢電鉄
- 18.7m（車体長18.2m）
  - 京阪電気鉄道京阪本線・鴨東線・宇治線・交野線・中之島線
- 18m
  - 東京メトロ丸ノ内線・日比谷線（03系以前）
  - 都営地下鉄浅草線
  - 東急電鉄（池上線・東急多摩川線）
  - 京成電鉄（スカイライナーを除く）
  - 東武鉄道（20000系以前の東京メトロ日比谷線直通車）
  - 新京成電鉄
  - 京浜急行電鉄
  - 静岡鉄道
  - 北総鉄道
  - 芝山鉄道
  - 神戸電鉄
  - 横浜市営地下鉄ブルーライン（1000形・2000形・3000形・4000形）
  - NDCシリーズ
- 17.725m（車体長17m）
  - 南海高野線ズームカー（支線転出車含む）
  - 国鉄キハ31形気動車
- 17m
  - 主に昭和初期までに製造された国鉄の客車、電車
- 16.5m
  - 都営地下鉄大江戸線
  - 京都市営地下鉄東西線
  - 京阪大津線（京津線・石山坂本線）
  - 福岡市地下鉄七隈線
  - JR東日本キハ100系気動車[2]
  - 国鉄キハ32形気動車
- 16m
  - 仙台市地下鉄東西線
  - 東京メトロ銀座線
  - Osaka Metro長堀鶴見緑地線・今里筋線
  - 横浜市営地下鉄グリーンライン（10000形）
  - NDCシリーズ
- 15.58m
  - 名古屋市営地下鉄東山線、名城線、名港線
- 14.66m
  - 小田急箱根鉄道線
- 13.5m
  - 札幌市営地下鉄南北線（2000形、3000形のみ。5000形は約18m）
- 13m
  - JR東日本E331系電車（車体全長）
  - スペイン国鉄のタルゴ形客車
- 12.1m
  - 江ノ島電鉄の305形を除く全ての電車